# Torre del Mangia

Torre del Mangia

De Torre del Mangia is een klokkentoren in de Toscaanse stad Siena die werd gebouwd van 1338 tot 1348 door de gebroeders Rinaldo.  
De toren staat aan het Piazza del Campo, het centrale plein van Siena, naast het Palazzo Pubblico. De toren is circa 88 meter hoog.
Het onderste gedeelte is gebouwd in gotische stijl, net als het stadhuis, de bovenkant is anders.
Aan de voet van de toren bevindt zich de in 1352 (na de grote pestepidemie) bijgebouwde Cappella di Piazza met een fresco van Il Sodoma.

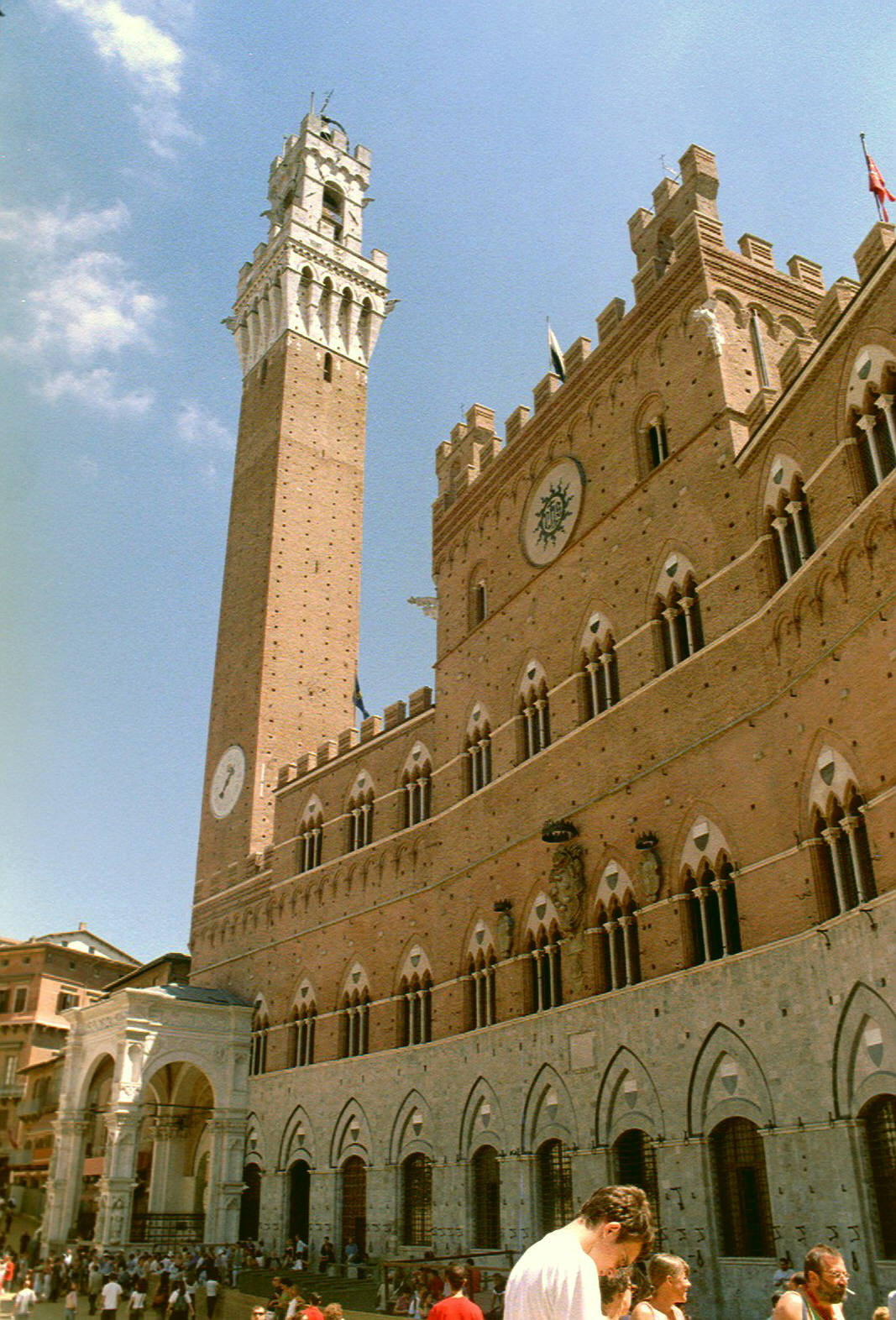
Palazzo Pubblico met Torre del Mangia
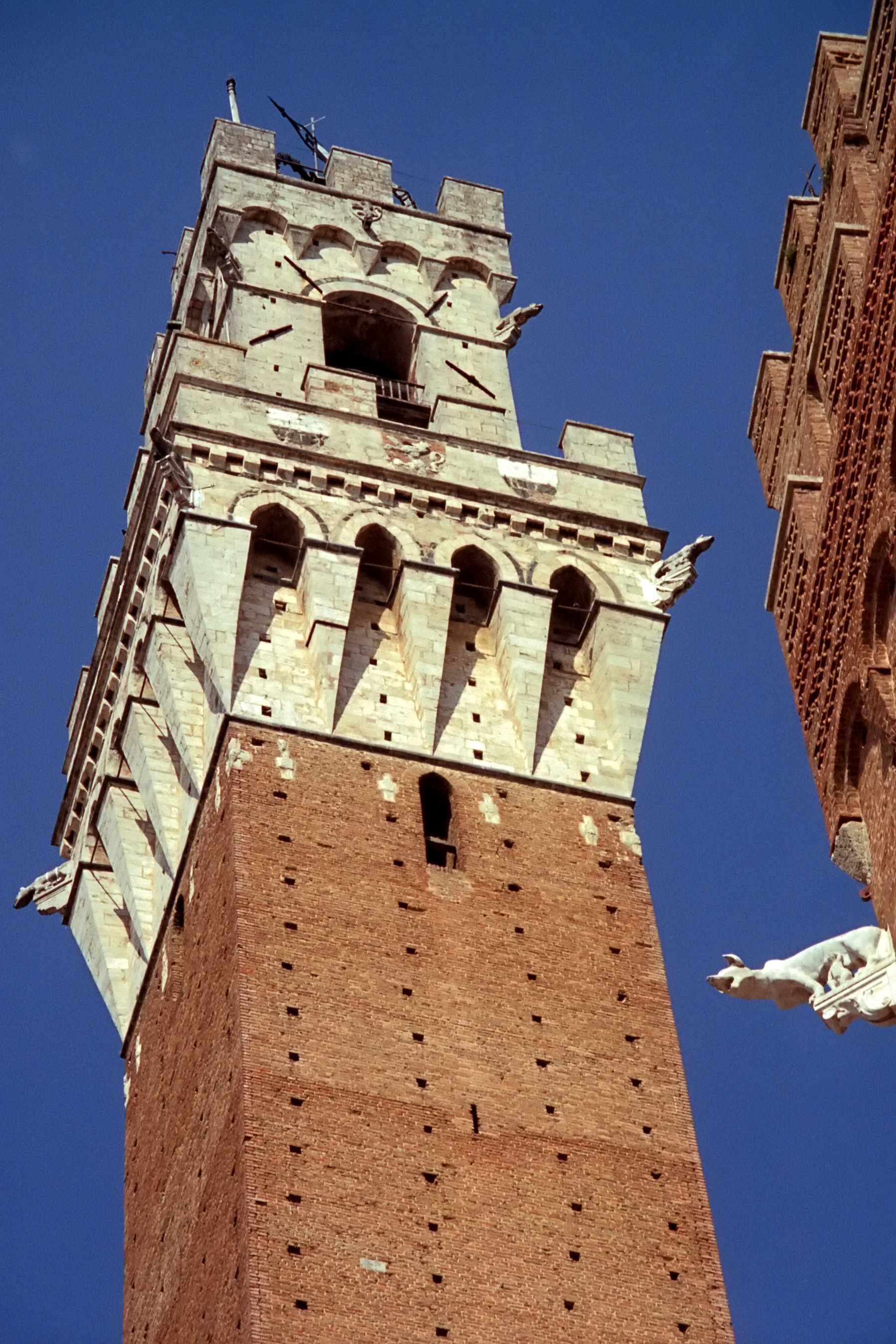
Torre del Mangia
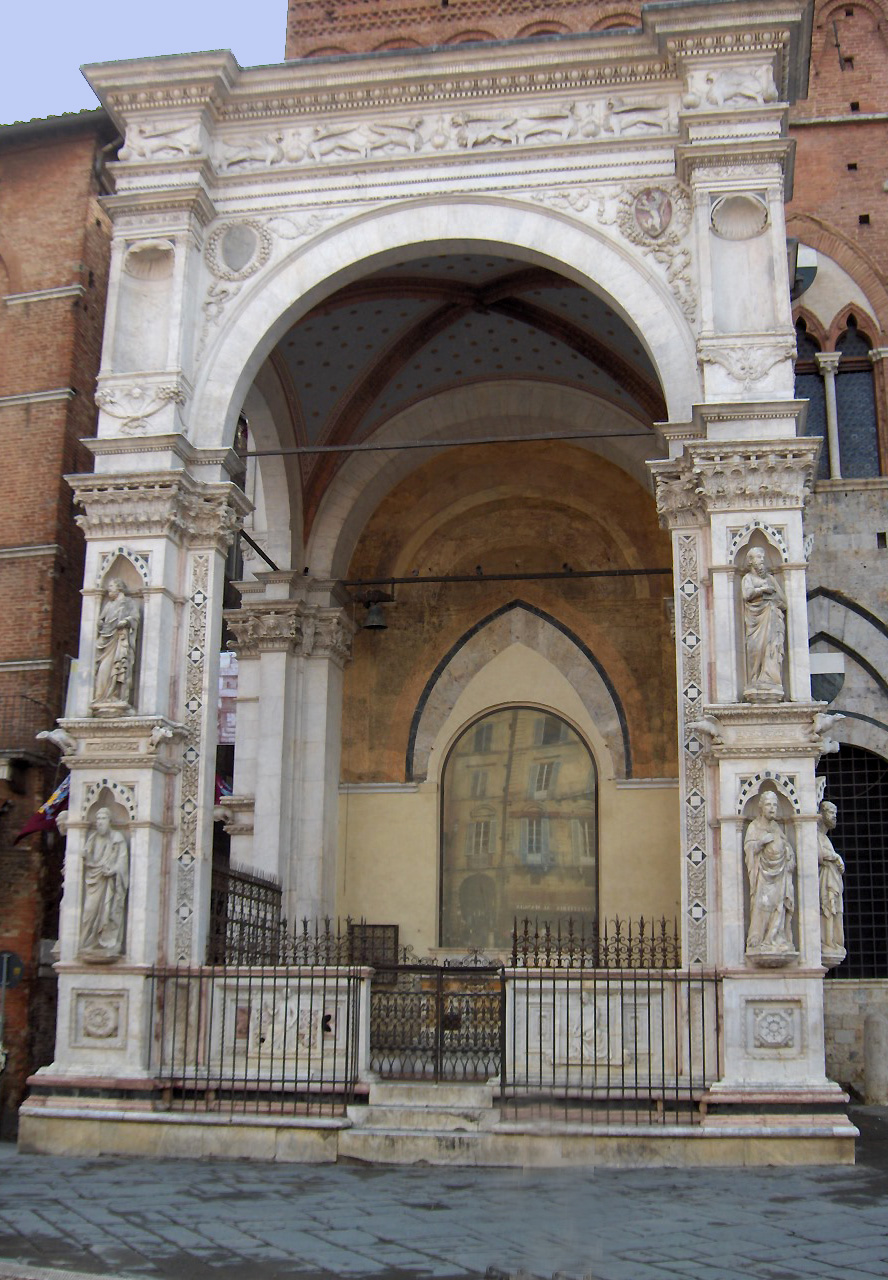
Loggia van de Torre del Mangia
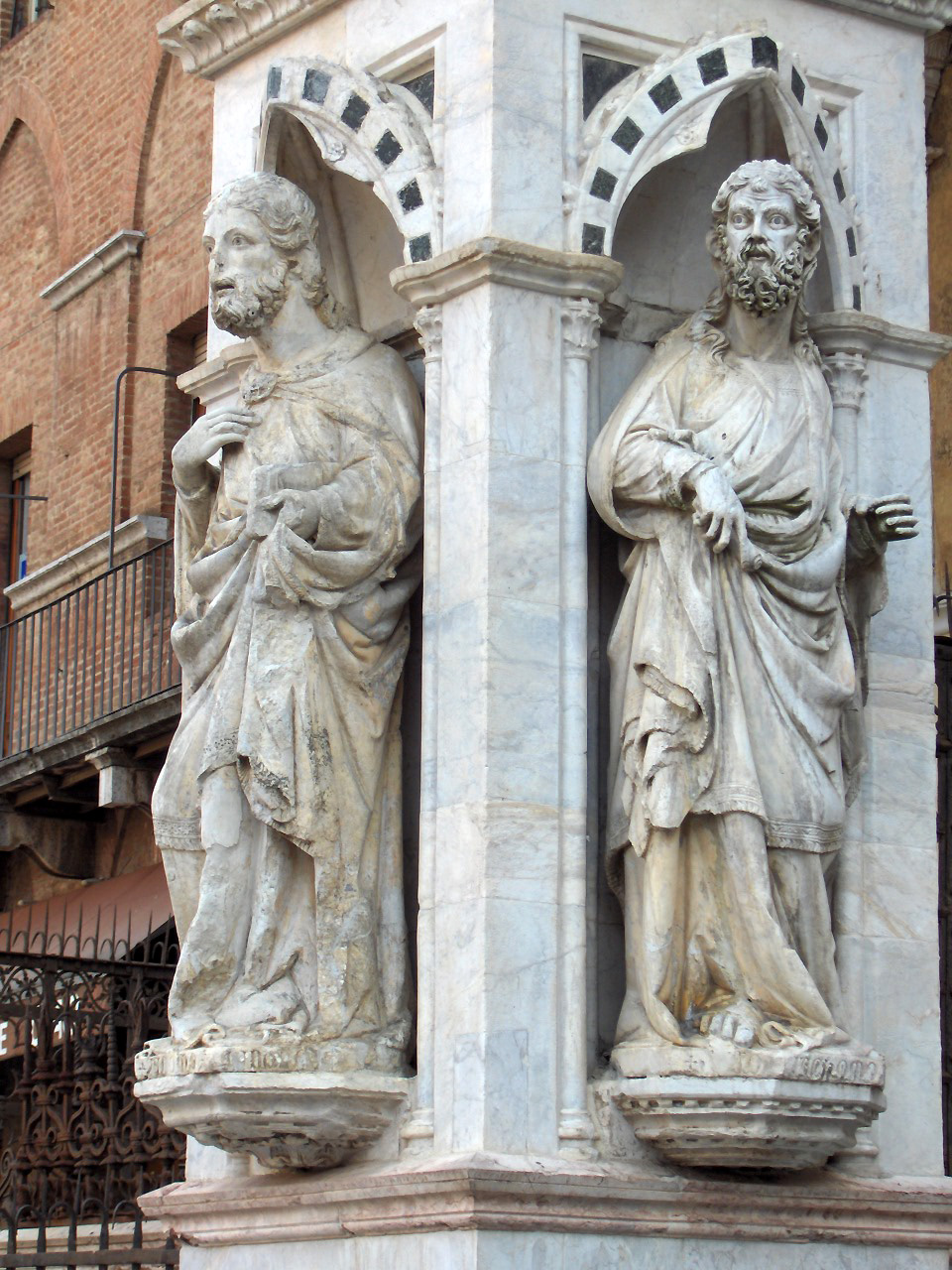
beelden in de loggia